# Roman Bengez
Roman Bengez (* 22. Februar 1964; † 2. Juli 2013) war ein jugoslawisch-slowenischer Fußballspieler und -trainer.

## Sportlicher Werdegang
Bengez spielte zu Beginn der 1980er Jahre für NK Olimpija Ljubljana in der 1. jugoslawischen Liga, ehe der Verein 1984 abstieg. Nach einem Jahr für den Klub in der zweithöchsten Spielklasse Jugoslawiens zog er zum Lokalrivalen Železničar Ljubljana weiter, für den er noch bis zu seinem Karriereende 1992 aktiv war. Dabei spielte er in seiner letzten Spielzeit noch ein Jahr in der Slovenska Nogometna Liga, der höchsten Spielklasse des zwischenzeitlich unabhängig gewordenen Sloweniens.
Später wechselte Bengez auf die Trainerbank. 2003 übernahm er Olimpija Ljubljana, mit dem er trotz eines 1:1-Unentschiedens gegen den FC Liverpool im Hinspiel im UEFA-Pokal 2003/04 nach einer 0:3-Auswärtsniederlage in der 1. Runde aus dem Wettbewerb ausschied. Später war er als Trainerassistent und Cheftrainer auch bei seinem zweiten Verein, der mittlerweile als NK Ljubljana antrat. 
Im Juli 2013 verstarb Bengez im Alter von 49 Jahren.